# 博滕巴赫
博滕巴赫是德国莱茵兰-普法尔茨州的一个市镇。总面积6.15平方公里，总人口728人，其中男性372人，女性356人（2011年12月31日），人口密度118人/平方公里。